# 叔丁醇
叔丁醇（tert-Butanol；IUPAC名：甲基-2-丙醇），又稱第三丁醇或新丁醇，是最简单的叔醇，為丁醇四种异构体之一。叔丁醇是具有樟脑香味的液体，易溶于水、乙醇和乙醚。叔丁醇熔点仅仅超过25°C ，因此室温下有可能是固态。

## 用途
叔丁醇被用作溶剂。叔丁醇也被用于变性乙醇、油漆清洗剂、汽油添加剂和其他日用品如香料和香水的生产中。

## 製備
工业上，叔丁醇可由异丁烯的催化水化制得。

## 反應
由于是三级醇，因此相对于其他丁醇而言，叔丁醇对于氧化剂比较稳定。用强碱（如氢化钠）脱去叔丁醇的质子时，产物是醇盐负离子，即叔丁氧基负离子。
NaH + tBuOH → tBuO−Na+ + H2
叔丁氧基负离子在有机化学中是一个很有用的弱亲核性强碱，它可以很快夺取其他化合物中的活泼氢，但是它的体积限制了它发生亲核反应，如Williamson合成或SN2反应。
叔丁醇可以与盐酸反应生成叔丁基氯。反应机理是SN1反应。
| 第一步 |
|        |
| 第二步 |
|        |
| 第三步 |
|        |

总的反应是：
反应机理是SN1的原因是：叔丁醇生成的叔丁基碳正离子是一个三级碳正离子，非常稳定。相反地，一级醇由于其相应的碳正离子不稳定，因此采用SN2机理。